# ТЕС Дед-Баллок-Соап/Гранітс
20°32′1″ пд. ш. 129°56′9″ сх. д. / 20.53361° пд. ш. 129.93583° сх. д.
ТЕС Дед-Баллок-Соап/Гранітс – теплова електростанція на півночі Австралії.
Електростанцію спорудили з метою покращення схеми енергозабезпечення золотовидобувного проекту Танамі, який до того покладався виключно на генерацію з використанням дизельного пального. Особливістю ТЕС є те, що вона має два майданчики, розташовані на відстані чотири десятки кілометрів один від одного – на руднику Дед-Баллок-Соап та біля збагачувальної фабрики Гранітс. Майдачники сполучені між собою ЛЕП, що працює під напругою 66 кВ.
Основне обладання становлять генераторні установки з двигунами внутрішнього згоряння, введені двома чергами в 2019 та 2022 роках:
- 3 двопаливні (природний газ/дизельне пальне) установки Wartsila типу 20V34 потужністю по 8,7 МВт (запущені в першій черзі на майданчику Дед-Баллок-Соап);
- 2 газові установки Wartsila типу 30V34 потужністю по 9,8 МВт (введені у другій черзі на майданчику Дед-Баллок-Соап);
- 11 газових генераторних установок потужністю по 3,4 МВт та 4 дизельні генераторні установки з показниками по 2,4 МВт (з них 8 встановлені на майданчику Гранітес у 2019 році, а ще 7 на майданчику Дед-Баллок-Соап у дві черги).
Також у другій черзі станція отримала батарею-накопичувач від компанії Wartsila, яка здатна запасати 9 тис кВт-годин та видавати  потужність 9,2 МВт.
Необхідний для роботи станції природний газ надходить по трубопроводу Палм-Воллей-Дарвін – Гранітс – Дед-Баллок-Соап.